# Ferrocarril en Hong Kong

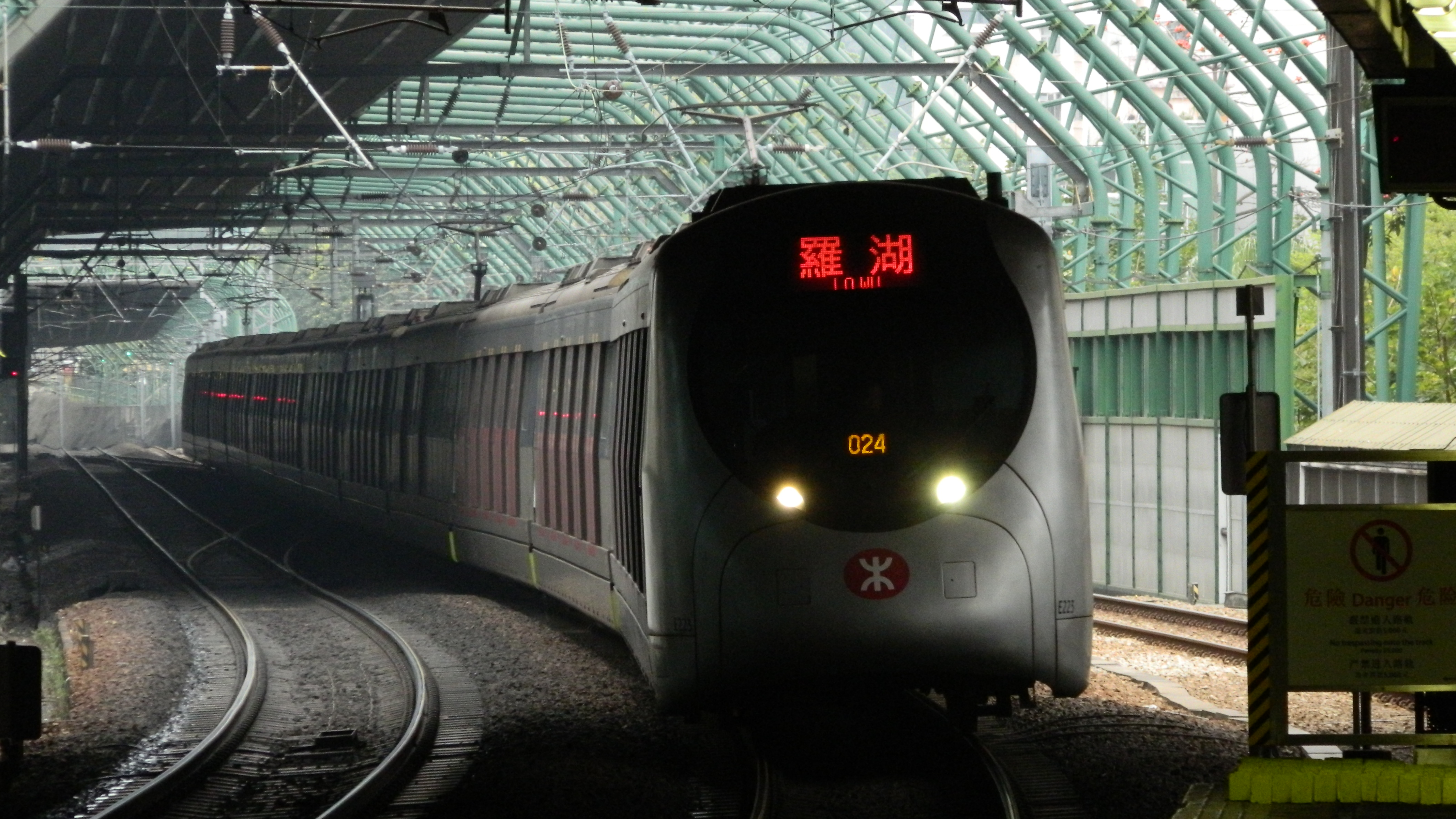
Una unidad múltiple eléctrica SP1900 circulando por la línea East Rail.

La red ferroviaria de Hong Kong se compone principalmente de trenes de transporte público operados por la MTR Corporation Limited (MTRC). La MTRC explota la red de metro de Hong Kong y la red de trenes de cercanías que conectan los Nuevos Territorios del noreste y noroeste con la zona urbana. Las operaciones de las dos principales compañías ferroviarias del territorio, MTRC y Kowloon-Canton Railway Corporation (KCRC), se fusionaron en 2007 por motivos de economías de escala y rentabilidad. El Gobierno de Hong Kong tiene una política de transporte explícita que consiste en utilizar el ferrocarril como columna vertebral del transporte.
Además de la red MTR, hay varios ferrocarriles más pequeños gestionados por diferentes operadores, como el Peak Tram y el Hong Kong Tramways.

## Historia
El primer medio de transporte ferroviario de Hong Kong fue el Peak Tram, que prestaba servicio en The Peak, los Mid-Levels y el centro de la ciudad desde 1888. El tranvía comenzó a prestar servicio a lo largo de la costa norte de la isla de Hong Kong en 1904. La sección británica del ferrocarril Kowloon-Canton (más tarde KCR East Rail), un ferrocarril convencional, se inauguró en 1910.
No fue hasta 1979 cuando se inauguró un sistema de tránsito rápido, el MTR. Tres años más tarde, la sección británica del ferrocarril Kowloon-Canton comenzó su transición hacia la electrificación, convirtiéndose en un ferrocarril de cercanías y, finalmente, ofreciendo un servicio similar al del tránsito rápido. El tren ligero (LRT, ahora MTR Light Rail) comenzó a funcionar en las nuevas ciudades de Tuen Mun y Yuen Long en 1988. Las dos compañías ferroviarias, MTR Corporation Limited y Kowloon-Canton Railway Corporation, se fusionaron en 2007 para formar una única red de tránsito rápido.
En 2018 se inauguró la línea ferroviaria de alta velocidad Guangzhou-Shenzhen-Hong Kong para conectar Hong Kong con la red de alta velocidad de China continental a través de un túnel de 26 km dentro de Hong Kong hasta la estación de West Kowloon. Cuenta con numerosos servicios ferroviarios a muchas ciudades de China continental, como Pekín, Guangzhou y Shenzhen.
Hay varias ampliaciones previstas o en construcción, como el Sha Tin to Central Link.

## MTR

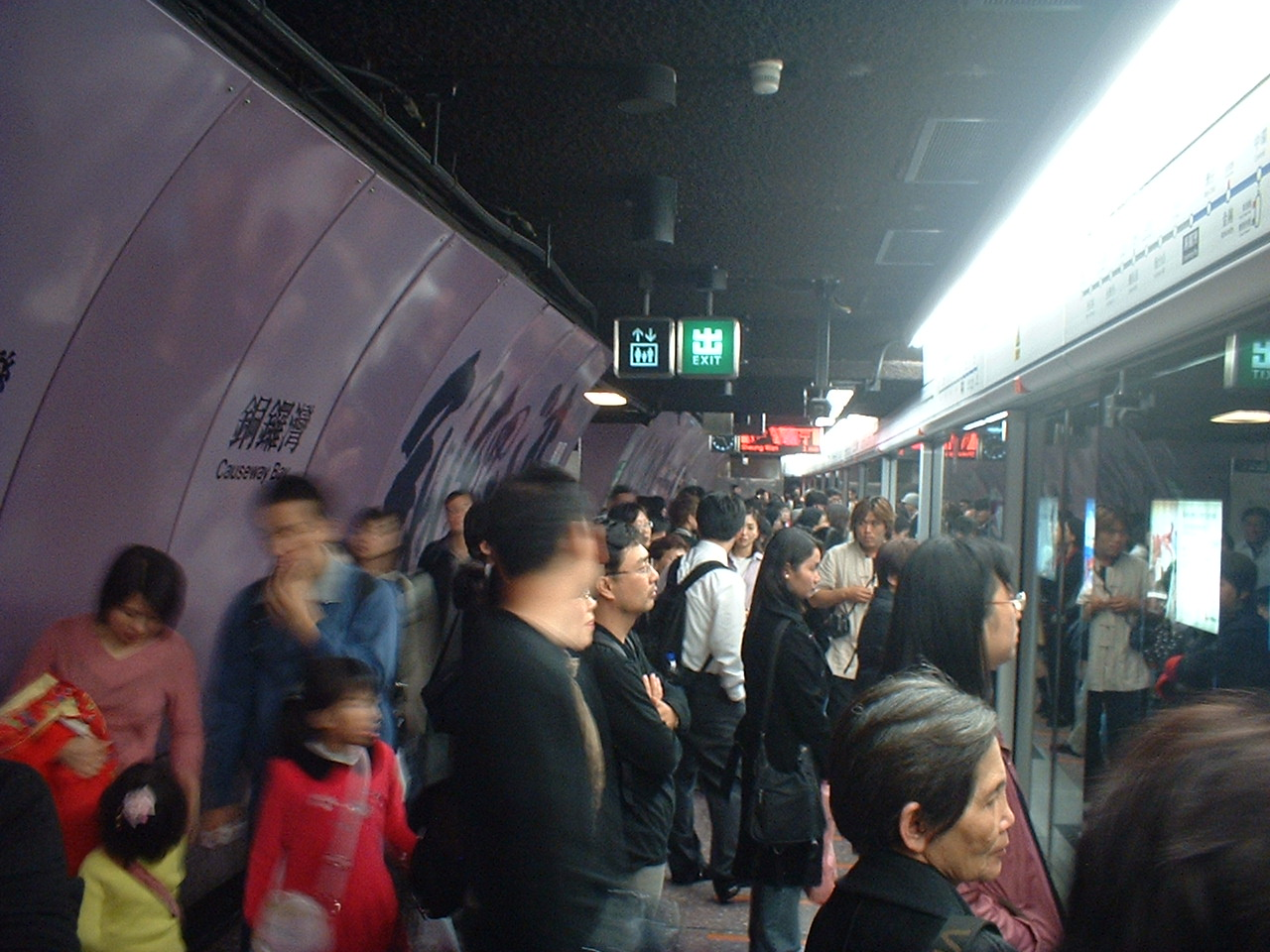
Estación MTR de Causeway Bay en la línea Island.

La red MTR comprende 10 líneas, 97 estaciones de ferrocarril y 68 paradas de tren ligero:
- East Rail line: between Lo Wu/Lok Ma Chau and Hung Hom  (formerly part of KCR/KCRC)
- Kwun Tong line: between Whampoa and Tiu Keng Leng
- Tsuen Wan line: between Tsuen Wan and Central
- Island line: between Kennedy Town and Chai Wan
- South Island line: between Admiralty and South Horizons
- Tung Chung line: between Tung Chung and Hong Kong
- Tseung Kwan O line: between Po Lam/LOHAS Park and North Point
- Disneyland Resort line: between Sunny Bay and Disneyland Resort
- Tuen Ma line: between Wu Kai Sha to Tuen Mun  (formerly part of KCR/KCRC for Wu Kai Sha to Tai Wai section, and Hung Hom to Tuen Mun section)
- Airport Express: between AsiaWorld-Expo/Airport and Hong Kong
- Light Rail: 68 stations serving the northwest New Territories (formerly part of KCR/KCRC)

Este sistema obtuvo unos 2.000 millones de dólares de beneficios en 2014, generados principalmente por su negocio de tenencia y promoción de propiedades. Su cartera incluye dos de los rascacielos más altos de la ciudad.

## Tranvías

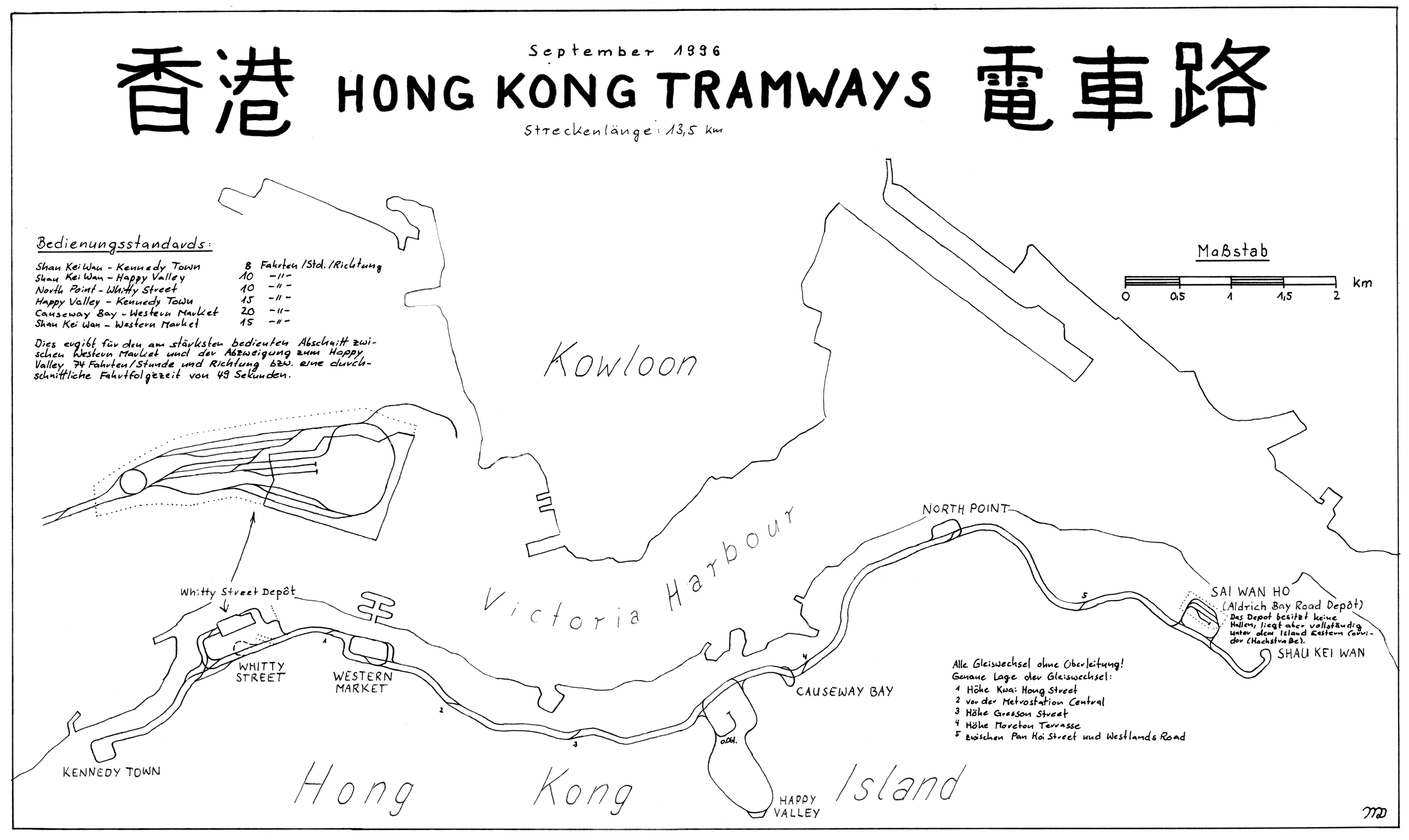
Mapa de los tranvías de Hong Kong.

- Tranvías de Hong Kong: Tranvías de dos pisos que circulan por la orilla norte de la isla de Hong Kong, desde Kennedy Town hasta Shau Kei Wan.
- Peak Tram: Un funicular con seis estaciones, que conecta Central y Cumbre Victoria.
- Ascensor de Po Fook Hill: Un funicular con dos estaciones, que conecta el aparcamiento y la parte superior del cementerio de Po Fook Hill.
- Ascensor de Discovery Bay: Un funicular con dos estaciones, que conecta Discovery Bay North Plaza y Amalfi.

Téngase en cuenta que el sistema de metro ligero MTRC (véase más arriba) tiene muchos de los atributos de un tranvía, incluida la circulación por las calles.

## Servicios transfronterizos

### Ferrocarril de alta velocidad

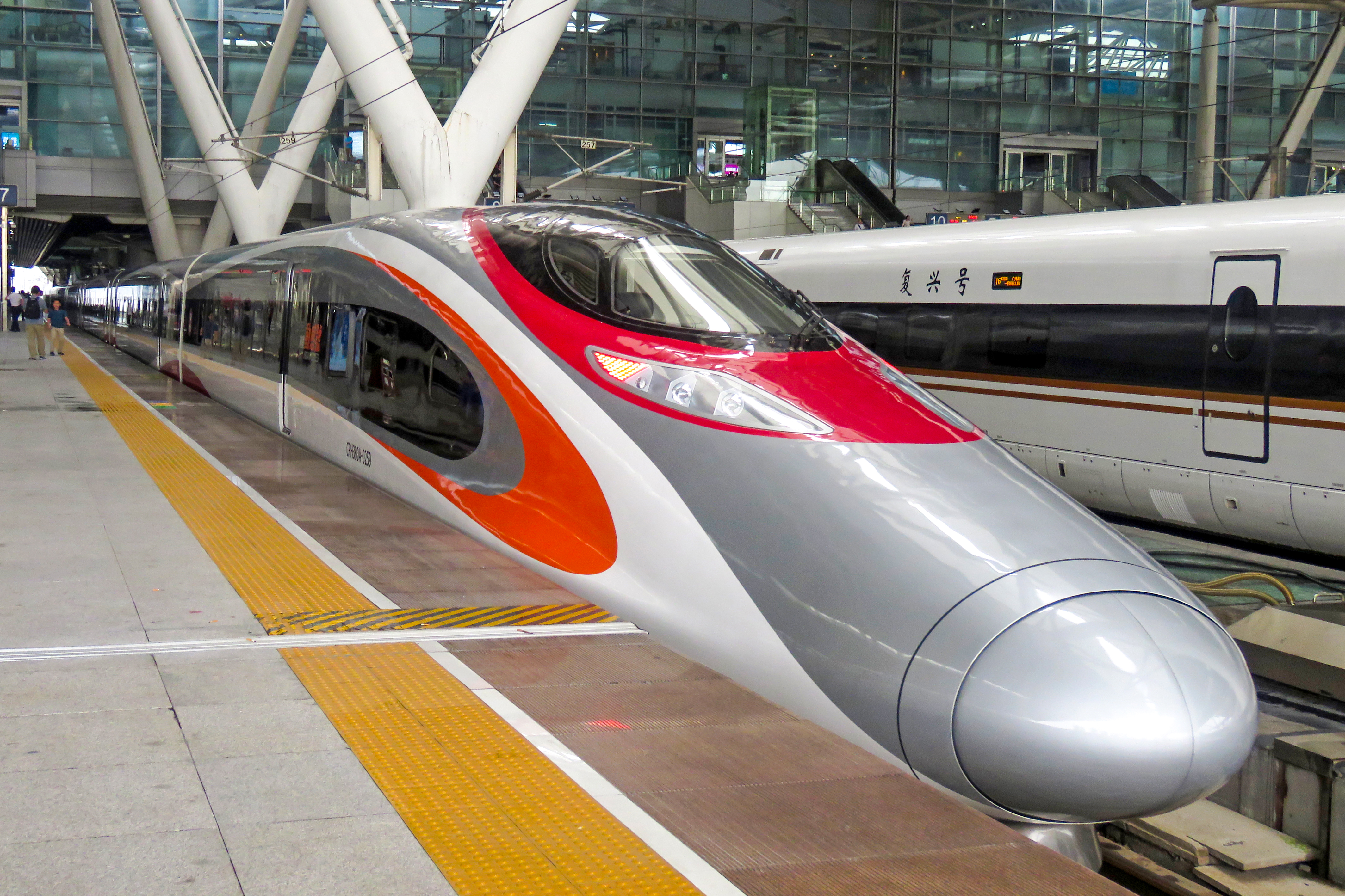
Tren de alta velocidad a Hong Kong con salida de la estación sur de Guangzhou.

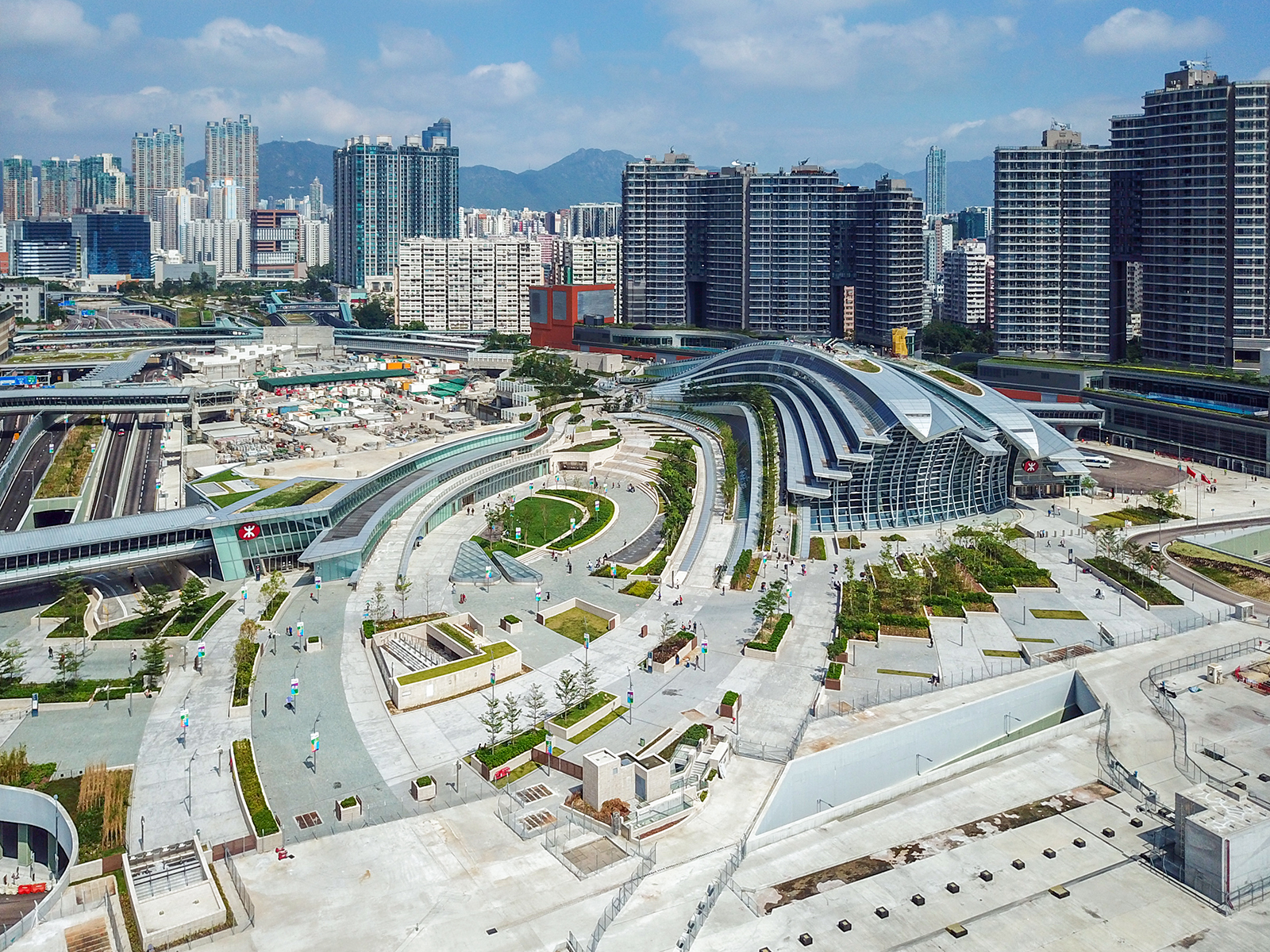
Estación de West Kowloon en Hong Kong, junto a la estación de Austin.

Un enlace ferroviario de alta velocidad conecta Hong Kong con Shenzhen y Guangzhou en la China continental. La sección de Hong Kong del enlace ferroviario exprés Guangzhou-Shenzhen-Hong Kong (a veces abreviado como "sección XRL HK") es un tramo de 26 km de ferrocarril de alta velocidad que une Hong Kong con la China continental. El tramo de Hong Kong se abrió al servicio comercial el 23 de septiembre de 2018. Desde la terminal de Kowloon Oeste, los trenes pasan por estaciones regionales de la provincia de Guandong, como Futian, Longhua (Shenzhen Norte) y Humen, hasta la estación de Guangzhou Sur y otras ciudades de otras provincias.
Con la finalización del enlace ferroviario, la duración del viaje se ha reducido a 14 minutos entre las estaciones de West Kowloon y Futian, 23 minutos entre Hong Kong y Shenzhen Norte y 48 minutos entre Hong Kong y Guangzhou Sur. El servicio es una cooperación entre la MTR Corporation y CR Guangzhou.
La estación de Kowloon Oeste cuenta con servicios de tren de corta y larga distancia. Los servicios de corta distancia consisten en un servicio frecuente a las ciudades de China continental en la vecina provincia de Guangdong, incluyendo Shenzhen, Dongguan y Guangzhou, mientras que los servicios de larga distancia conectan Hong Kong con al menos 16 destinos importantes en China continental, incluyendo Beijing Oeste, Shijiazhuang, Zhengzhou Este, Wuhan, Changsha Sur y Shanghai Hongqiao.
A finales de los años 90, el Gobierno de Hong Kong propuso una nueva línea ferroviaria que conectara Guangzhou, Shenzhen y Hong Kong. Esta propuesta de ferrocarril expreso regional (RER) se desarrolló en el "Estudio de Desarrollo Ferroviario" (RDS) de 1994; preveía un crecimiento continuo de la población de Hong Kong en las dos décadas siguientes y una fuerte demanda de tráfico transfronterizo de pasajeros. En 2002, el concepto de "expreso regional" adquirió un mayor desarrollo y se avanzó en la propuesta de una línea ferroviaria de alta velocidad. La construcción del tramo de Hong Kong comenzó en 2010. Tras retrasos y controversias, la estación de Kowloon Oeste se inauguró formalmente el 4 de septiembre de 2018 y los trenes de alta velocidad empezaron a circular por el enlace ferroviario hacia destinos en China continental a partir del 23 de septiembre de 2018.
| Nombre de la estación (Inglés) | Nombre de la estación (chino) | Distancia total | Trasbordo                                                                 | Ubicación                |  |
|                                |                               |                 |                                                                           |                          |  |
| Hong Kong West Kowloon         | 香港西九龍 / 香港西九龙       |                 | - MTR Tung Chung Airport Express (vía Kowloon) - MTR Tuen Ma (vía Austin) | Yau Tsim Mong, Hong Kong |  |
|                                |                               |                 |                                                                           |                          |  |

### Tren de Guangdong
Conocido comúnmente como 'tren de paso' (en chino: 直通車), la MTRC y las compañías ferroviarias de China continental prestan conjuntamente servicios ferroviarios transfronterizos desde la estación de Hung Hom, en Kowloon, compartiendo la mayor parte de las vías con la línea ferroviaria del este, a destinos en China continental a través de la vecina Shenzhen en tres rutas de tren de paso, a saber, la línea de Pekín (hacia/desde Pekín), la línea de Shanghái (hacia/desde Shanghái) y la línea de Guangdong (hacia/desde Zhaoqing y Guangzhou Este). El tren de paso es un legado del primer ferrocarril de Hong Kong, el Kowloon-Canton Railway. Funciona a través de la red ferroviaria de China continental, incluidos los ferrocarriles de Guangshen y Jingguang.

## Vehículo de transporte de personas automatizado
Hay un Automated People Mover (APM), un servicio de tren eléctrico sin conductor, que se encuentra en el sótano de la Terminal 1 del Aeropuerto Internacional de Hong Kong. Recorre los 750 metros del vestíbulo entre el East Hall y el West Hall de forma circular. A una velocidad de 62 km por hora, cada APM transporta 304 pasajeros en cuatro vagones. El APM funciona cada 2,5 minutos desde las 06:00 hasta las 00:30 horas todos los días. Transporta a los pasajeros cuyos vuelos se encuentran en los vestíbulos West Hall, Southwest y Northwest.

## Ancho de vía y suministro de energía
Ancho de vía y alimentación de los raíles de Hong Kong.
| Ferrocarril | Ancho de vía | Alimentación eléctrica                                | Alimentación eléctrica | Observaciones                                                                        | Sistema de señales | Altura de la plataforma | Anchura del coche más ancho (mm) | Gálibo (mm)                                                                                         | Altura del coche más alto (mm)                                                                            | Altura libre | Altura del hilo de contacto (mm) |
| --- | --- | ----------------------------------------------------- | ---------------------- | ------------------------------------------------------------------------------------ | --- | ----------------------- | -------------------------------- | --------------------------------------------------------------------------------------------------- | --- | --- | --- |
| MTR Island line, South Island line, Kwun Tong line, Tseung Kwan O line, Tsuen Wan line (collectively Urban Lines except for South Island line) | 1432 mm (excepto la línea de la Isla Oeste, la línea de la Isla Sur y la extensión de la línea Kwun Tong) (casi ancho de vía estándar) 1435 mm (línea de la Isla Oeste, línea de la Isla Sur y extensión de la línea Kwun Tong) | 1500 V DC                                             | Catenaria              |                                                                                      | Líneas urbanas: SACEM y SACEM-SICAS para TKL, todas las líneas se actualizarán a SelTrac en la década de 2020 Línea de la Isla Sur: Alstom Urbalis 400 | 1100 mm                 | 3118                             | 3250 (con plataforma fija) 3312 (sin plataforma) 3940 (sin plataforma)                              | 3700 (MTR Metro Cammell EMU (DC) sin pantógrafo) 3910 (MTR Metro Cammell EMU (DC) con pantógrafo plegado) | 3755 mm (sin pantógrafo) 4100 mm (con el pantógrafo plegado) (~4904 mm con el pantógrafo plegado en los depósitos) | 4200 mm (nominal y mínimo, ya que se construyó con las mismas normas que la línea Tung Chung y el Airport Express); (~5029 mm en los depósitos)                                               |
| MTR Tung Chung line, Airport Express (collectively known as Airport Railway)                                                                   | 1432 mm (casi ancho estándar) | 1500 V DC (nominal) ; 1520 ± 20 V DC (en la práctica) | Catenaria              |                                                                                      | SACEM, todas las líneas se actualizarán a SelTrac en la década de 2020                                                                                 | 1250 mm                 | 3118 (MTR Rotem EMU)             | 3250 (con plataforma fija) 3312 (sin plataforma) 3940 (sin plataforma)                              | 3700 (MTR Adtranz-CAF EMU sin pantógrafo)                                                                 | 3755 mm (sin pantógrafo) 4100 mm (con el pantógrafo plegado) (~4904 mm con el pantógrafo plegado en los depósitos) | 4200 mm (nominal y mínimo); 4224,78 mm (media); 4230 mm (máx. en líneas de rodaje) (~5029 mm en depósito)                                                                                     |
| MTR Disneyland Resort line | 1432 mm (casi ancho estándar) | 1500 V DC                                             | Catenaria              |                                                                                      | SelTrac CBTC/R UTO | 1100 mm                 | 3096                             | 3250 (con plataforma fija) 3312 (sin plataforma) 3940 (sin plataforma)                              | 3700 (sin pantógrafo) 3910 (con pantógrafo plegado)                                                       | 3755 mm (sin pantógrafo) 4100 mm (con el pantógrafo plegado) (~4904 mm con el pantógrafo plegado en los depósitos) | 4200 mm (nominal y mínimo, ya que se construyó con las mismas normas que la línea Tung Chung y el Airport Express); (~5029 mm en el depósito) (nota: depósito compartido con Airport Railway) |
| MTR East Rail line, Tuen Ma line (formerly operated by KCR/KCRC)                                                                               | 1435 mm (ancho estándar) | 25 kV AC                                              | Catenaria              | el suministro eléctrico es el mismo que el de los ferrocarriles de China continental | Línea ferroviaria del este: Siemens Trainguard MT CBTC Línea Tuen Ma: SelTrac CBTC DTO                                                                 | 1066,8 mm               | 3220 (MTR Hyundai Rotem EMU)     | 3250 (con plataforma fija de relleno de huecos) 3300 (sin relleno de huecos) ~3900 (sin plataforma) | 4600 (Autocar Ktt Kinki Sharyo)                                                                           | 5029,2 mm (con el pantógrafo plegado)                                                                              | 5283,2 mm (nominal y mínimo) |
| MTR Light Rail (formerly operated by KCR/KCRC)                                                                                                 | 1435 mm (ancho estándar) | 750 V DC                                              | Catenaria              |                                                                                      | Siemens Trainguard IMU 100 | 910 mm                  | 2650                             | 2670                                                                                                | | 5250 mm (con el pantógrafo plegado)                                                                                | 5300 mm (nominal y mínimo) |
| Guangzhou-Shenzhen-Hong Kong Express Rail Link Hong Kong section                                                                               | 1435 mm (ancho estándar) | 25 kV AC                                              | Catenaria              | todo el mismo estándar que los ferrocarriles de la China continental                 | | 1250 mm                 | 3380                             | 3400                                                                                                | | 5250 mm (con el pantógrafo plegado)                                                                                | 5300 mm (nominal y mínimo) |
| Peak Tram | 1520 mm (ancho de vía ruso) | N/A                                                   | N/A                    | Funicular                                                                            | |                         |                                  | | | | |
| Hong Kong Tramways | (1067 mm) | 550 V DC                                              | Catenaria              |                                                                                      | | N/A                     |                                  | | | 6299,2 mm (con el poste del tranvía plegado) (estimado)                                                            | 6400,8 mm (estimado) |
| Hong Kong International Airport Automated People Mover                                                                                         | N/A (transporte público guiado) | Trifásico 600 V AC                                    | Tercer riel            |                                                                                      | SelTrac |                         |                                  | | | | |
| Hong Kong Disneyland Railroad | (914 mm) | N/A                                                   | N/A                    | impulsado por tres locomotoras diésel con forma de tren a vapor                      | |                         |                                  | | | | |
| Ocean Park | 1435 mm (ancho estándar) | N/A                                                   | N/A                    | Funicular                                                                            | |                         |                                  | | | | |

## Lista de lugares densamente poblados sin transporte ferroviario
- Isla de Hong Kong
  - Aberdeen
  - Wah Fu

- Kowloon
  - La mayor parte de Tai Wo Ping (Shek Kip Mei)
  - Tsz Wan Shan
  - Sau Mau Ping y Shun Lee
  - La mayor parte de San Po Kong

- Nuevos Territorios
  - Chai Wan Kok
  - Sheung Kwai Chung
  - Sai Kung
  - Partes de Tsing Yi

## Mapa de ruta del MTR

Mapa del sistema MTR con efecto a partir del 14 de febrero de 2020.

## Sistemas anteriores
- Teleférico del Monte Parker
- Monorraíl del Parque de Atracciones de Kai Tak
- Monorraíl del parque de atracciones de Lai Chi Kok